# Adalbert von Bremen

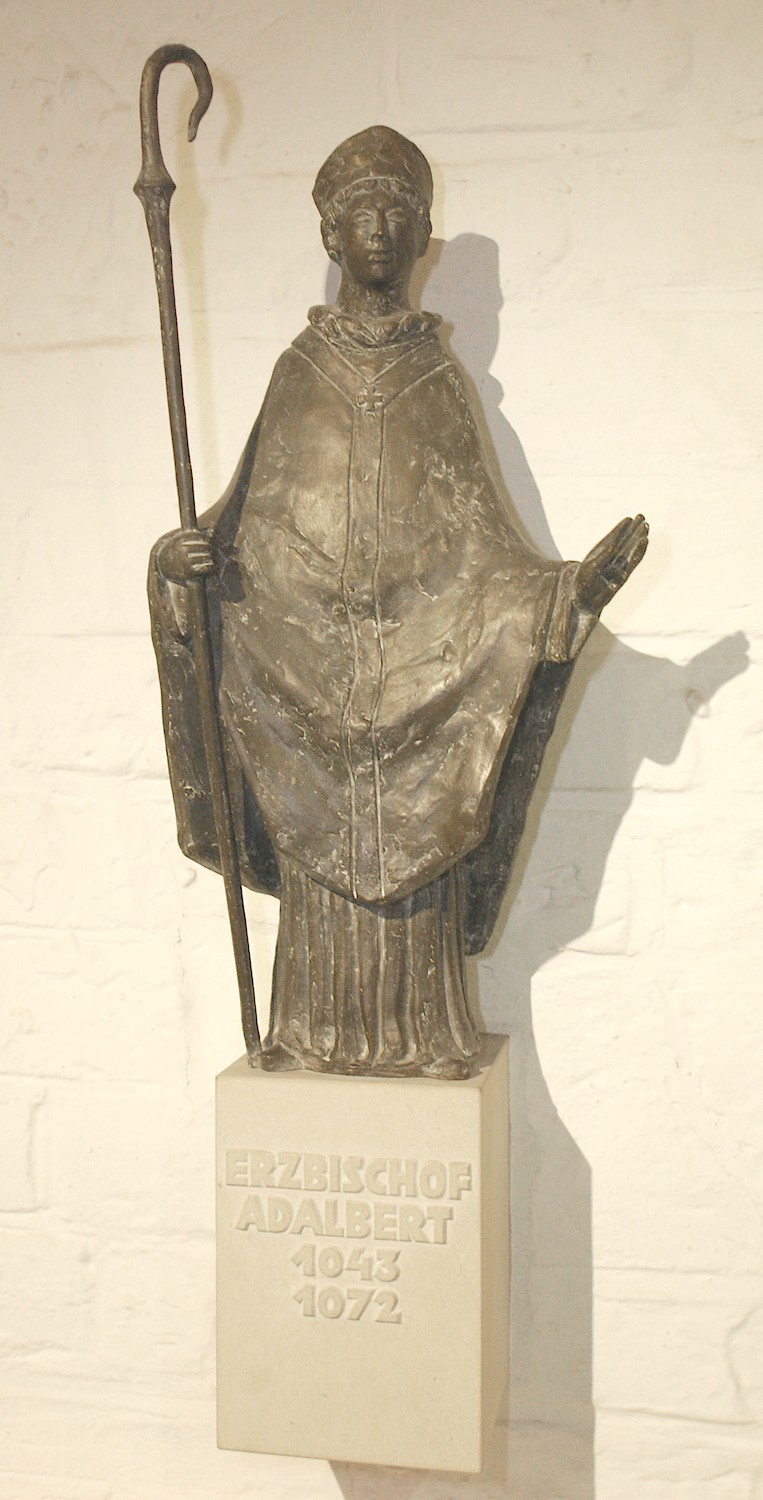
Erzbischof Adalbert, Bronzefigur von Heinrich G. Bücker im Bremer Dom-Museum

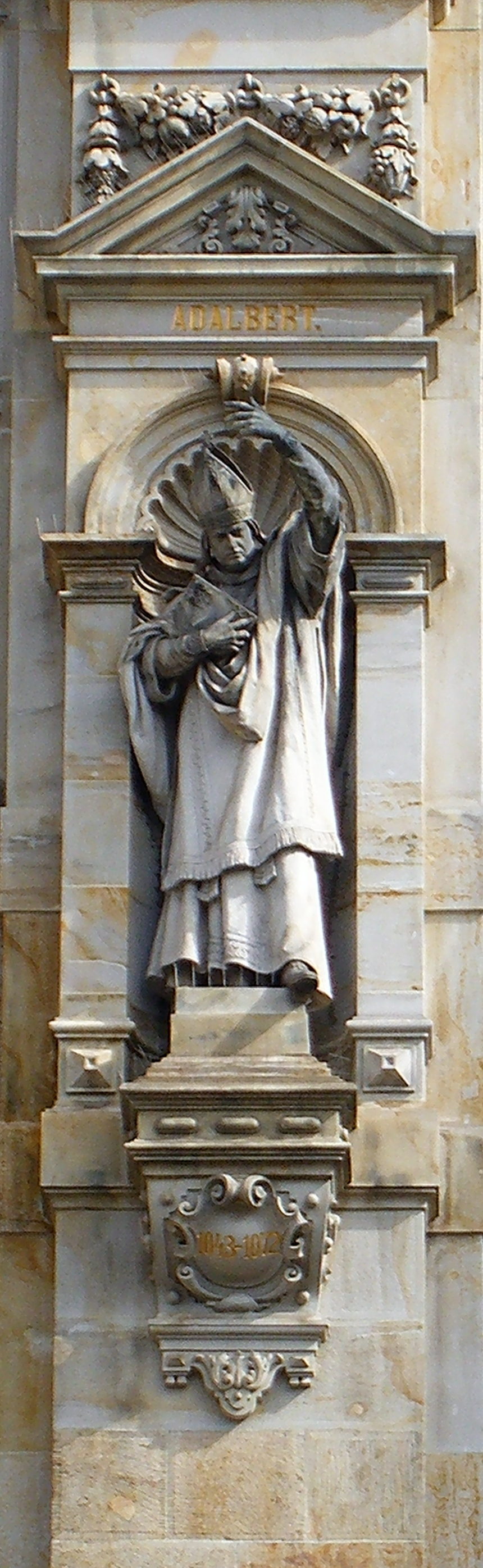
Statue von Wilhelm Wandschneider an der Fassade des Hamburger Rathauses

Adalbert von Bremen (auch: Albert, Adalbert I.; * um 1000; † 16. März 1072 in Goslar) war von 1043 bis 1072 Erzbischof von Hamburg-Bremen und eine der führenden Persönlichkeiten des Reiches zur Zeit Heinrichs IV.

## Herkunft und Einsetzung
Adalbert stammte aus dem sächsischen Geschlecht der Grafen von Goseck an der Saale, aus denen später die Wettiner hervorgingen. Er wurde an der Domschule von Halberstadt erzogen und wurde hier auch Domherr und 1032 Dompropst. Seine Brüder waren die Pfalzgrafen Dedo und Friedrich von Sachsen. Adalbert galt als erfahrener und ehrgeiziger Politiker, allerdings mit Hang zur Eitelkeit und aufbrausendem Temperament.
Adalbert wurde als Nachfolger des Erzbischofs Becelin, genannt Adalbrand, investiert und von Benedikt IX. mit dem erzbischöflichen Pallium versehen.

## Kirchenpolitik
Adalbert versuchte, in Hamburg ein Patriarchat zu errichten. Darüber hinaus beanspruchte er die alleinige Gerichtsbarkeit in seiner Diözese und machte sich dadurch viele sächsische Feudalherren zu erbitterten Feinden, insbesondere die Billunger.
Kurz bevor dann Clemens II. als Papst inthronisiert wurde, war Adalbert Adam von Bremen zufolge kurzzeitig als Kandidat des Kaisers für das römische Pontifikat gehandelt worden. Ebenfalls allein von Adam wird berichtet, Adalbert habe 1046 zugunsten des Versuchs, ein Patriarchat des Nordens zu errichten, auf die Papstwürde verzichtet. Die hochfliegenden Patriarchats-Pläne scheiterten am Widerstand der Reformpartei in der Kurie, die keine neuen Zwischeninstanzen aufkommen lassen wollte.
1053 ernannte Papst Leo IX. Adalbert zum Legaten und dehnte das Erzbistum formal bis zum Eismeer aus. So war der Wunsch des Dänenkönigs Sven Estridsson nach einer eigenen Kirchenprovinz für sein Reich zunächst abgelehnt. Adalbert bekam und nutzte die Möglichkeit, seine Erzdiözese im Missionsgebiet Skandinavien um zahlreiche neue Suffraganbistümer zu erweitern. 1056 weihte er den Isländer Ísleifur Gissurarson zum Bischof über Island und Grönland.

## Reichspolitik
Als begleitender Berater des Kaisers nahm er zunehmend Einfluss auf die Politik Kaiser Heinrichs III., mit dem ihn ein enges Vertrauensverhältnis verband. Nachdem er ihn schon auf Reisen nach Italien und Ungarn begleitet hatte, bewahrte er in der Nähe seines Bischofssitzes den Herrscher vor einem Mordanschlag der Billunger.
Nach der Entführung Heinrichs IV. durch den Erzbischof Anno II. von Köln wurde Adalbert diesem ab 1063 als Mitregent zur Seite gestellt. Also solcher gewann Adalbert großen Einfluss auf den unmündigen König und verdrängte Anno und alle anderen Fürsten aus der Vormundschaftsregierung und wurde 1064 alleiniger Regent. Er erhielt in dieser Zeit umfangreiche Forst- und Jagdnutzungsrechte in Forsten von Bremen, Emsgau, Engerngau, Duisburg, Weserbergland und Westfalen. 1066 wurde Adalbert selbst gestürzt, weil er die Herrschaftsgewalt ausgenutzt hatte, um seine Kirche aus Krongut zu bereichern. Beispielsweise veranlasste er 1065 die Schenkung des Reichshofs in Duisburg durch Heinrich IV. Als Folge erhoben sich die Abodriten gegen seine Missionsarbeit in den neuen Bistümern Oldenburg, Ratzeburg und Mecklenburg.
Durch die Verfolgung seiner Patriarchatsidee geriet er aber zunehmend in Widerspruch zu Rom. Und durch den großen Einfluss auf die Reichspolitik und die Bereicherung seines Erzbistums wurde auch der Widerstand der deutschen Fürsten, insbesondere der Billunger, befördert, die schließlich Adalberts Entfernung vom Königshof betrieben und ihn zur Flucht auf sein Landgut in Lochtum bei Goslar zwangen. 1069 kehrte er an den Hof zurück und bestärkte wahrscheinlich Heinrich IV. in seiner Politik zur Errichtung eines Königsterritoriums am Harz. Adalbert vermochte zwar nicht mehr seine frühere Machtposition wiederzuerlangen, gleichwohl hinterließ er ein arrondiertes und mächtiges Erzbistum.

## Dombau
In Bremen förderte er maßgeblich den Wiederaufbau des 1041 abgebrannten Domes, zur Gewinnung von Baumaterial ließ er hierfür unter anderem die von seinen Vorgängern errichtete Mauer der Domburg wieder abtragen. Das erleichterte allerdings 1064 dem sächsischen Herzog Ordulf und seinem Bruder Graf Hermann, mit ihrem Heer den Bischofssitz Bremen einzunehmen und zu plündern.
Zu Ehren Adalberts wurde um 1940 in der Ostkrypta des Bremer Doms eine wertvolle Gedenk- und Grabplatte installiert, die man heute noch besichtigen kann.

## Überlieferung, Quellen
Der Chronist Adam von Bremen berichtet in seiner Hamburgischen Kirchengeschichte ausführlich über sein Wirken.
- Adam von Bremen: Gesta Hammaburgensis ecclesiae pontificum. Georgius Heinricus Pertz. Hannover 1846 (BSB-Katalog)
  - Online mit einem Vorwort von Georg Waitz (1813–1886)[7]
  - In: Werner Trillmich, Rudolf Buchner (Hrsg.): Quellen des 9. und 11. Jahrhunderts zur Geschichte der Hamburgischen Kirche und des Reiches (= FSGA. Band 11). 7., gegenüber der 6. um einen Nachtrag von Volker Scior erweiterte Auflage. Darmstadt 2000, ISBN 3-534-00602-X, S. 137–499.
- Otto Heinrich May: Regesten der Erzbischöfe von Bremen. Band 1, Bremen 1937, S. 33 ff.

## Belege
1. ↑  Hans-Christian Lehner: Adalbert von Bremen und Notebald: Der Erzbischof und sein Traumdeuter. In: Christian Hoffarth, Stefan Brenner (Hrsg.): Prophetie, Prognose und Politik. Vittorio Klostermann, Frankfurt am Main 2022, ISBN 978-3-465-03516-9, S. 145–158, hier S. 145.
2. 1 2  Karl Dannenberg: Erzbischof Adalbert von Hamburg-Bremen und der Patriarchat des Nordens (1877). Staats- und Universitätsbibliothek Hamburg, abgerufen am 24. Juni 2019.
3. ↑  Dieter Strauch: Mittelalterliches Nordisches Recht bis 1500: eine Quellenkunde. Walter de Gruyter, 2011 (books.google.de)
Darin: Adam III, 78 (Werner Trillnich S. 430 f.; Philipp Jaffe Nr. 4290, Cu, nr. 23, S. 49 ff.) vom 6. Jan. 1053 (Vgl. Otto May Nr. 241).
4. ↑  Adam von Bremen, Band III, Kapitel 8.
5. ↑  Clemens Dasler: Forst und Wildbann im frühen deutschen Reich. 2001, ISBN 978-3-412-12800-5. (eingeschränkte Vorschau in der Google-Buchsuche).
6. ↑  Lacomblet, Theodor Joseph, in: Urkundenbuch für die Geschichte des Niederrheins oder des Erzstiftes Köln, Urkunde 205. 1840, Band 1, 779 bis 1200, S. 133.
7. 1 2  Adam von Bremen: Gesta Hammaburgensis ecclesiae pontificum (Memento vom 7. Februar 2005 im Internet Archive) → Liber III., Capitulum 43. (lateinisch)

| Vorgänger | Amt                                     | Nachfolger |
| --------- | --------------------------------------- | ---------- |
| Adalbrand | Erzbischof von Hamburg-Bremen 1043–1072 | Liemar     |

| Personendaten    | Personendaten                     |
| ---------------- | --------------------------------- |
| NAME             | Adalbert von Bremen               |
| ALTERNATIVNAMEN  | Albert von Bremen; Adalbert I.    |
| KURZBESCHREIBUNG | Erzbischof von Hamburg und Bremen |
| GEBURTSDATUM     | um 1000                           |
| STERBEDATUM      | 16. März 1072                     |
| STERBEORT        | Goslar                            |